# Notre-Dame-du-Touchet
Notre-Dame-du-Touchet foi uma comuna francesa na região administrativa da Normandia, no departamento Mancha. Estendia-se por uma área de 17,49 km². Em 2010 a comuna tinha 641 habitantes (densidade: 36,6 hab./km²).
Em 1 de janeiro de 2016, passou a formar parte da nova comuna de Mortain-Bocage.